# Selección de fútbol sub-23 de Paraguay
La selección sub-23 de fútbol de Paraguay está conformada por jugadores de nacionalidad paraguaya menores de 23 años y representa al Comité Olímpico Paraguayo y a la Asociación Paraguaya de Fútbol en competiciones internacionales. Desde 1992, ha sido la encargada de representar al país en los Juegos Olímpicos.

## Historial
Antes de que el Fútbol en los Juegos Olímpicos lo disputaran selecciones sub-23, Paraguay nunca había participado en Juegos Olímpicos hasta que se implementó el límite de edad en Barcelona 1992, siendo una de las primeras 16 naciones en clasificar bajo la nueva norma; edición en la que alcanzaron los cuartos de final.
Fue hasta la edición de Atenas 2004 que consiguieron su principal logro hasta el momento, el cual fue ganar la medalla de plata tras perder en la final ante Argentina.

## Resultados

### Juegos Panamericanos
- 1951 – 5.º lugar
- De 1955 a 1983 – No participó
- 1987 – 1.ª ronda
- 1991 – No participó
- 1995 – Cuartos de final
- 1999 – No participó
- 2003 – 1.ª ronda
- 2007 – No clasificó
- 2011 – No clasificó
- 2015 – 1.ª ronda
- 2019 – No clasificó
- 2023 – No clasificó

### Juegos Olímpicos
| Récords olímpicos | Récords olímpicos | Récords olímpicos | Récords olímpicos | Récords olímpicos | Récords olímpicos | Récords olímpicos | Récords olímpicos | Récords olímpicos | Récords olímpicos |
| Año               | Sede              | Ronda             | Pos.              | J                 | G                 | E                 | P                 | GF                | GC                |
| ----------------- | ----------------- | ----------------- | ----------------- | ----------------- | ----------------- | ----------------- | ----------------- | ----------------- | ----------------- |
| 1992              | Barcelona         | Cuartos de Final  | 8°                | 4                 | 1                 | 2                 | 1                 | 5                 | 5                 |
| 2004              | Atenas            | Medalla de Plata  | 2.°               | 6                 | 4                 | 0                 | 2                 | 12                | 9                 |
| 2024              | París             | Cuartos de final  | 6.°               | 4                 | 2                 | 1                 | 1                 | 6                 | 8                 |
| Total             | Total             | 3/10              |                   | 14                | 7                 | 2                 | 4                 | 23                | 22                |

## Palmarés
- Preolímpico Sudamericano Sub-23
  -  (2): 1992, 2024
  -  (1): 2004
  -  (1): 1984

- Juegos Olímpicos
  -  (1): 2004

## Jugadores

### Última convocatoria
Convocatoria para los Juegos Olímpicos de París 2024.
- Datos actualizados al 30 de julio de 2024.

| 1  | Gatito Fernández     | Portero       | 36 | Botafogo               |  |  |  |
| 2  | Alan Núñez           | Defensa       | 19 | Cerro Porteño          |  |  |  |
| 3  | Ronaldo Dejesús      | Defensa       | 23 | Cerro Porteño          |  |  |  |
| 4  | Daniel Rivas         | Defensa       | 22 | Nacional               |  |  |  |
| 5  | Gilberto Flores      | Defensa       | 21 | Sportivo Trinidense    |  |  |  |
| 6  | Marcos Gómez         | Mediocampista | 22 | Olimpia                |  |  |  |
| 7  | Marcelo Fernández    | Delantero     | 22 | Libertad               |  |  |  |
| 8  | Diego Gómez          | Mediocampista | 21 | Inter Miami            |  |  |  |
| 9  | Kevin Parzajuk       | Delantero     | 21 | Olimpia                |  |  |  |
| 10 | Wilder Viera         | Mediocampista | 22 | Cerro Porteño          |  |  |  |
| 12 | Rodrigo Frutos       | Portero       | 21 | Olimpia                |  |  |  |
| 13 | Alexis Cantero       | Defensa       | 21 | Guaraní                |  |  |  |
| 14 | Fabián Balbuena      | Defensa       | 32 | Dinamo Moscú           |  |  |  |
| 15 | Julio Enciso         | Delantero     | 20 | Brighton & Hove Albion |  |  |  |
| 16 | Fernando Román       | Defensa       | 23 | Guaraní                |  |  |  |
| 17 | Gustavo Caballero    | Mediocampista | 22 | Nacional               |  |  |  |
| 18 | Marcelo Pérez        | Delantero     | 23 | Huracán                |  |  |  |
| 20 | Ángel Cardozo Lucena | Mediocampista | 29 | Libertad               |  |  |  |
| DT | Carlos Jara Saguier  | Entrenador    |    |                        |  |  |  |

## Encuentros recientes y próximos partidos
| Fecha               | Lugar        | Competencia           | Local     | Resultado      | Visitante            |
| ------------------- | ------------ | --------------------- | --------- | -------------- | -------------------- |
| 23 de marzo de 2024 | Asunción     | Amistoso              | Paraguay  | 2-0            | República Dominicana |
| 26 de marzo de 2024 | Asunción     | Amistoso              | Paraguay  | 1-2            | República Dominicana |
| 8 de junio de 2024  | Buenos Aires | Amistoso              | Argentina | 4-0            | Paraguay             |
| 10 de junio de 2024 | Lanús        | Amistoso              | Argentina | 2-0            | Paraguay             |
| 4 de julio de 2024  | Burdeos      | Amistoso              | Francia   | 4-1            | Paraguay             |
| 24 de julio de 2024 | Burdeos      | Juegos Olímpicos 2024 | Japón     | 5-0            | Paraguay             |
| 27 de julio de 2024 | París        | Juegos Olímpicos 2024 | Paraguay  | 4-2            | Israel               |
| 30 de julio de 2024 | París        | Juegos Olímpicos 2024 | Paraguay  | 1-0            | Malí                 |
| 2 de agosto de 2024 | Marsella     | Juegos Olímpicos 2024 | Egipto    | 1-1 (5-4 pen.) | Paraguay             |

## Jugadores destacados
- Carlos Gamarra
- Francisco Arce
- Mauro Caballero
- Jorge Campos
- José Saturnino Cardozo
- Julio César Enciso
- Edgar Barreto
- Diego Barreto
- Freddy Bareiro
- Aureliano Torres